# Issac
Issac település Franciaországban, Dordogne megyében. Lakosainak száma 437 fő (2022. január 1.). Issac Saint-Séverin-d’Estissac, Beleymas, Bourgnac, Église-Neuve-d’Issac, Sourzac, Saint-Jean-d’Estissac és Saint-Hilaire-d’Estissac községekkel határos.

## Népesség
A település népességének változása:
| Lakosok száma | 472  | 354  | 389  | 380  | 409  | 436  | 445  | 435  | 430  | 437  |
|               | 1968 | 1982 | 1990 | 2006 | 2013 | 2015 | 2017 | 2019 | 2020 | 2022 |